# Alexander Anatoljewitsch Motyljow
Alexander Motyljow (russisch Александр Анатольевич Мотылёв; bei der FIDE Alexander Motylev; * 17. Juni 1979 in Swerdlowsk, dem heutigen Jekaterinburg) ist ein russischer Schachspieler, der seit 2023 für den rumänischen Schachverband spielt. Er ist seit dem Jahr 2000 Großmeister.

## Werdegang
Er lernte das Schachspielen von seinem Vater, als er vier Jahre alt war. Sein Großvater begleitete ihn zu Turnieren. So wurde er schon früh von seiner Familie in seiner schachlichen Karriere unterstützt. Sein erster Trainer war Anatoly Ivanovich Litovsky, der den begeistert Fußball spielenden Jungen davon überzeugte, sein Talent auf den Schachsport zu konzentrieren, sein zweiter Trainer war Anatoly Timofeyevich Terentjev.

## Erfolge
Er gewann die russischen Jugendmeisterschaften in den Kategorien U16 und U18. 2001 gewann er im kalmückischen Elista die russische Einzelmeisterschaft. Im November 2003 gewann er das Corsica Masters, ein Schnellschachturnier, in Bastia. 2005 wurde er Zweiter beim Aeroflot Open in Moskau hinter Emil Sutovsky. Seine Partie gegen Jewgeni Barejew beim russischen Superfinal am 29. Dezember 2005 gewann den Preis der besten Partie des Turniers. Im Februar 2006 gewann er mit Magnus Carlsen das B-Turnier in Wijk aan Zee. Im Februar 2008 wurde er erneut Zweiter beim Aeroflot Open, diesmal hinter Jan Nepomnjaschtschi. Das Karpow-Turnier in Poikowski gewann er im Juni 2009. 2014 gewann er in Jerewan die Einzeleuropameisterschaft. 2021 wurde er in Katowice Europameister im Schnellschach.
Er wurde selber sekundiert von Jewgeni Najer und war Sekundant von Swidler, Kramnik (bei der Schachweltmeisterschaft 2006 in Elista) und Karjakin.
Seine beste Position auf der FIDE-Weltrangliste war der 23. Platz im April 2005. Mit den schwarzen Steinen spielt er bevorzugt die Russische oder Sizilianische Verteidigung.

## Nationalmannschaft
Mit der russischen Nationalmannschaft wurde er im Oktober 2001 bei der Mannschaftsweltmeisterschaft am zweiten Reservebrett Zweiter. Außerdem nahm er an der Mannschaftseuropameisterschaft 2005 sowie mit der dritten russischen Mannschaft an der Schacholympiade 2010 teil. Bei der Schacholympiade 2018 in Batumi war er Kapitän der russischen Mannschaft.

## Vereine
In Russland spielte er für die Vereine Gasowik Tjumen und Max Wen Jekaterinburg, in der Saison 2006 für Ural Oblast Swerdlowsk. In diesem Jahr wurde er zum ersten Mal russischer Mannschaftsmeister. 2007 spielte er für Ural Jekaterinburg und wurde mit dem Verein 2008 erneut Mannschaftsmeister. Von dort wechselte er zu Tomsk-400, mit dem er 2012 Meister wurde. Seit 2013 spielt er für Malachit Oblast Swerdlowsk, mit dem er 2014 Meister wurde. Am European Club Cup nahm er 2000 mit AS RAT Bukarest teil, seitdem elfmal mit seinen russischen Vereinen, er gewann den Wettbewerb 2008 mit Ural Oblast Swerdlowsk. In Rumänien spielt er am ersten Brett des CS Dinamo București, in Spanien 2007 und 2008 für Caja Canarias, mit denen er 2008 Mannschaftsmeister wurde. Er spielte aber auch in der niederländischen (in der Saison 2006/07 für den Meister Share Dimension Groningen) und chinesischen (seit 2008 für die China Mobile Group Chongqing Company Ltd) Mannschaftsmeisterschaft. In der deutschen Schachbundesliga spielte er seit der Saison 2006/07 für die Sportfreunde Katernberg am zweiten und ersten Brett und seit der Saison 2009/10 für den SV Mülheim-Nord.

## Partiebeispiel
|   | a | b | c | d | e | f | g | h |   |
| 8 |   |   |   |   |   |   |   |   | 8 |
| 7 |   |   |   |   |   |   |   |   | 7 |
| 6 |   |   |   |   |   |   |   |   | 6 |
| 5 |   |   |   |   |   |   |   |   | 5 |
| 4 |   |   |   |   |   |   |   |   | 4 |
| 3 |   |   |   |   |   |   |   |   | 3 |
| 2 |   |   |   |   |   |   |   |   | 2 |
| 1 |   |   |   |   |   |   |   |   | 1 |
|   | a | b | c | d | e | f | g | h |   |

Eine spektakuläre Partie gewann Motyljow in der fünften Runde des Aeroflot Open 2002 mit den schwarzen Steinen gegen Ernesto Inarkijew.
Inarkiew - Motyljow
1. e2–e4 c7–c5 2. Sg1–f3 d7–d6 3. d2–d4 c5xd4 4. Sf3xd4 Sg8–f6 5. Sb1–c3 g7–g6 6. Lc1–e3 Lf8–g7 7. Lf1–e2 0–0 8. f2–f4 Sb8–c6 9. Sd4–b3 Lc8–e6 Die Drachenvariante, ECO-Code B72 10. Le2–f3 a7–a5 11. a2–a4 Le6–c4 12. Dd1–d2 Dd8–c8 13. Sb3–d4 Sf6–g4 14. Sd4xc6 b7xc6 15. Le3–g1 Ta8–b8 16. b2–b3 Lc4–a6 17. Ta1–b1 f7–f5 18. e4xf5 Dc8xf5 19. h2–h3 Sg4–h6 20. Lg1–e3 e7–e5 21. g2–g4 Nach der naheliegenden Antwort 21. … Dd7 spielt Weiß 22. f5 mit unklarer Stellung. Motyljow findet jedoch ein überraschendes Damenopfer auf lange Sicht. 21. … e5xf4 22. g4xf5 f4xe3 23. Dd2xe3 Sh6xf5 24. De3–e6+ Kg8–h8 25. Sc3–e2 Tb8–e8 26. De6xe8 Tf8xe8 27. c2–c4 Sf5–d4 28. Ke1–f2 Sd4xf3 29. Kf2xf3 d6–d5 30. Tb1–c1 d5–d4 31. Th1–d1 c6–c5 32. Td1–d3 Lg7–h6 33. Tc1–e1 La6–b7+ 34. Kf3–g3 Kh8–g8 35. h3–h4 Te8–e5 36. Kg3–f2 Lh6–e3+ 37. Kf2–g3 g6–g5 38. h4xg5 Te5xg5+ 39. Kg3–h4 Tg5–e5 40. Kh4–g3 h7–h6 41. Se2–g1 Te5–g5+ 42. Kg3–h2 Tg5–h5+ 43. Kh2–g3 Th5–g5+ 44. Kg3–h2 Le3–f2 45. Te1–f1 Tg5–g2+ 46. Kh2–h3 Lf2xg1 47. b3–b4 c5xb4 48. c4–c5 Lg1–e3 49. Tf1–f6 Tg2–g1 50. c5–c6 Lb7–c8+ 51. Kh3–h2 Tg1–c1 52. Td3–b3 Kg8–g7 0:1 Weiß gab auf.